# Johanna Plank
Johanna Plank (* 30. März 2002) ist eine österreichische Leichtathletin, die sich auf den 100-Meter-Hürdenlauf spezialisiert hat.

## Sportliche Laufbahn
Erste internationale Erfahrungen sammelte Johanna Plank im Jahr 2018, als sie bei den U18-Europameisterschaften in Győr in 13,40 s über die niedrigeren Hürden die Bronzemedaille gewann. Anschließend startete sie bei den Olympischen Jugendspielen in Buenos Aires und gelangte dort auf Rang vier. Im Jahr darauf belegte sie beim Europäischen Olympischen Jugendfestival (EYOF) in Baku in 13,67 s den vierten Platz über die Hürden und schied im 100-Meter-Lauf mit 12,06 s in der ersten Runde aus. Zudem verpasste sie mit der österreichischen Sprintstaffel (1000 m) mit 2:16,96 min den Finaleinzug. 2021 wurde sie dann bei den U20-Europameisterschaften in Tallinn in 13,62 s Fünfte und im Jahr darauf gelangte sie bei den Balkan-Meisterschaften in Craiova mit 14,29 s auf Rang zehn. Zudem gewann sie dort mit der 4-mal-100-Meter-Staffel in 44,72 s die Silbermedaille hinter dem griechischen Team. 
2017 wurde Plank österreichische Staatsmeisterin in der 4-mal-100-Meter-Staffel und in den Jahren 2019 und 2020 wurde sie Hallenmeisterin in der 4-mal-200-Meter-Staffel.

## Persönliche Bestleistungen
- 100 Meter: 11,92 s (+1,9 m/s), 15. August 2020 in Maria Enzersdorf
  - 60 Meter (Halle): 7,65 s, 20. Februar 2021 in Linz
- 100 m Hürden: 13,40 s (+1,1 m/s), 26. Mai 2022 in St. Pölten
  - 60 m Hürden (Halle): 8,43 s, 27. Februar 2022 in Linz